# Планетная система

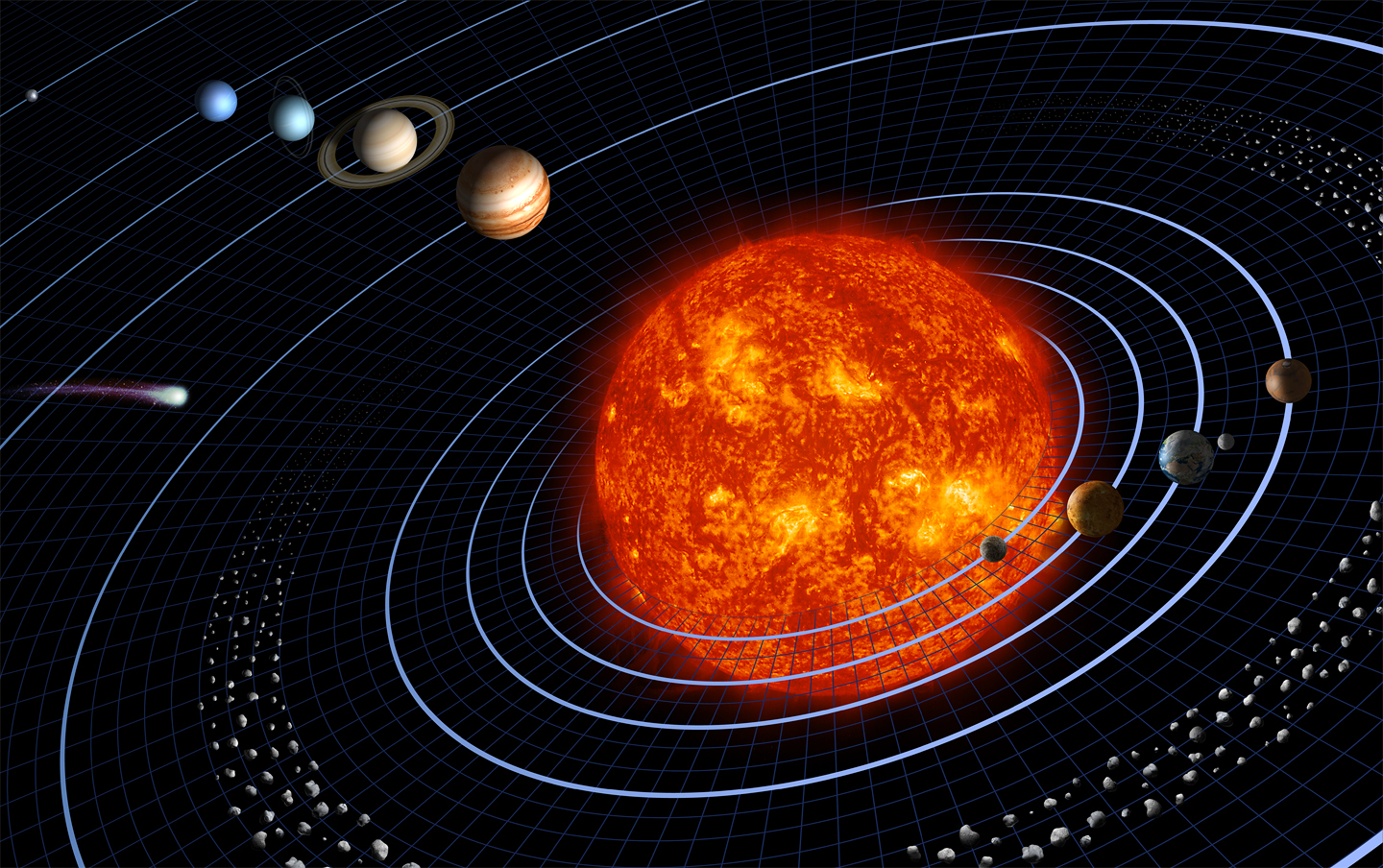
Солнечная система

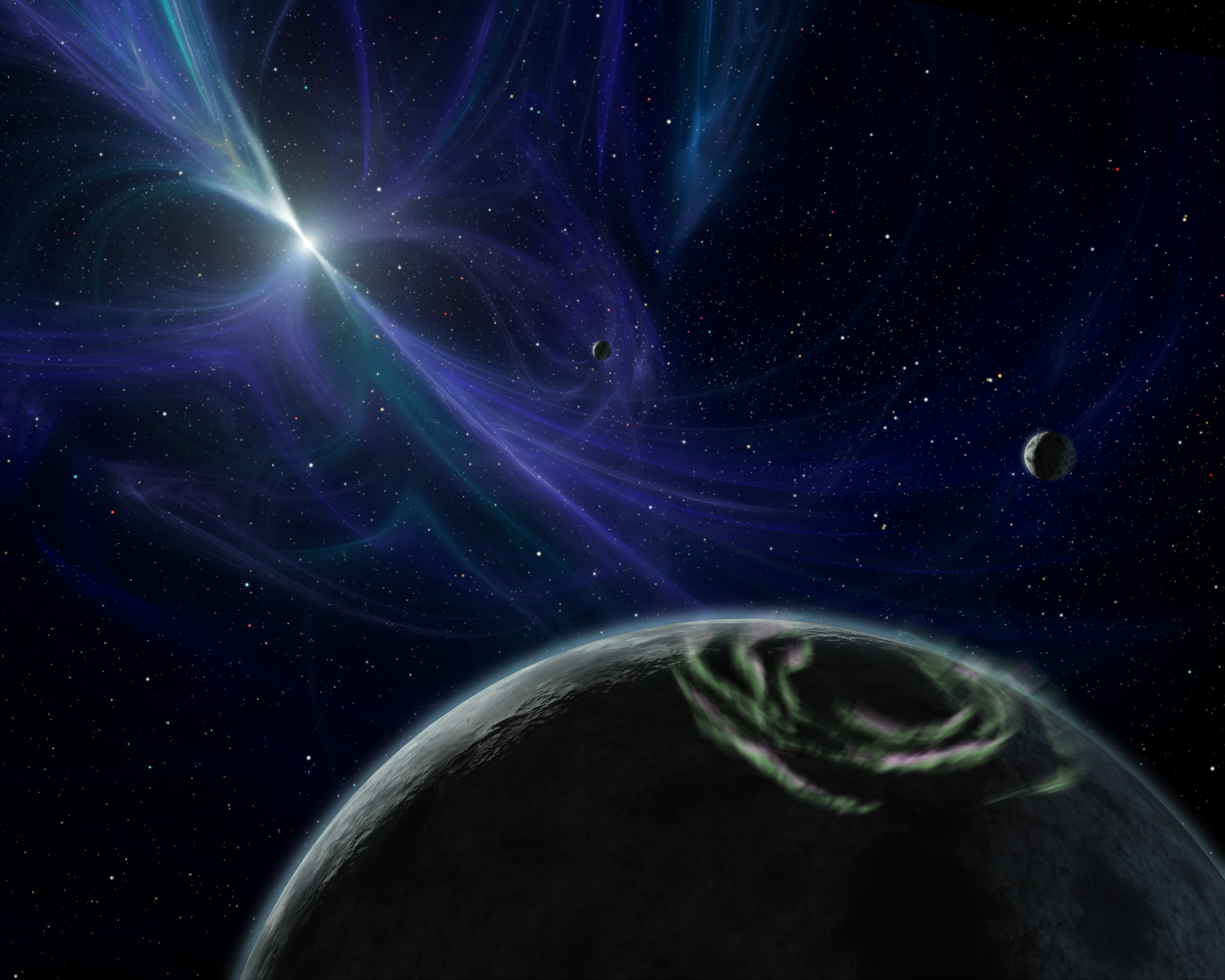
Система пульсара PSR 1257+12

Плане́тная систе́ма (планетарная система) — система звёзд и различных незвёздообразных астрономических объектов: планет и их спутников, карликовых планет и их спутников, астероидов, метеороидов, комет и космической пыли, которые обращаются вокруг общего центра масс. Несколько гравитационно связанных звёзд с замкнутыми орбитами и их планетные системы образуют звёздную систему. Планетная система, в которую входит Земля, вместе с Солнцем образует Солнечную систему.

## Происхождение и развитие планетных систем
Планетные системы вокруг звёзд типа Солнца обычно считаются сформировавшимися в ходе того же процесса, который привёл к образованию звёзд. Некоторые ранние теории использовали предположения о другой звезде, проходящей крайне близко к планетообразующей звезде и вытягивающей из него вещество, которое сливается и образует планеты. Но теперь известно, что вероятность такого сближения или столкновения слишком мала, чтобы считать эту модель жизнеспособной. Общепринятые современные теории доказывают, что планетные системы образуются из газо-пылевого облака, окружающего звезду. Под действием притягивающих сил (гравитационных и электромагнитных) происходит конденсация отдельных участков облака. Ввиду анизотропии газо-пылевого облака по плотности, составу и другим физическим свойствам, конденсация происходит в отдельных местах облака, характеризующихся наибольшей плотностью.
По состоянию на конец 2011 года открыто 584 планетных системы. Поскольку на таких расстояниях землеподобную планету весьма проблематично обнаружить современным оборудованием из-за её небольших размеров и массы, почти все обнаруженные экзопланеты — это в основном планеты-гиганты, которые ввиду больших размеров и масс могут являться только газовыми планетами. Однако в будущем, когда соответствующие технологии разовьются, учёные смогут обнаруживать не только такие планеты, но даже их луны и планетоиды. Недавно была обнаружена каменистая экзопланета у звезды Gliese 581, в декабре 2011 года были обнаружены каменистые планеты диаметром меньше земного. Этот безусловный успех, в свою очередь, свидетельствует о неуникальности нашей Солнечной звёздной системы и о многообразии миров в целом.
Согласно ряду космогонических теорий, в значительной части внесолнечных планетных систем экзопланеты также делятся на внутренние твердотельные планеты, подобные нашим планетам земной группы, и внешние планеты, подобные нашим планетам-гигантам. Рассчитаны также иные устойчивые комбинации больших и малых планет на разных расстояних от своей звезды, которые теоретически возможны в планетных системах.
Некоторые планетные системы очень отличаются от нашей: планетные системы у пульсаров были выявлены по слабым колебаниям периода пульсации электромагнитного излучения. Пульсары образуются при взрыве сверхновых, а обычная планетная система не смогла бы перенести такой взрыв — или планеты испарились бы, или внезапная потеря большей части массы центральной звезды позволила бы им покинуть область притяжения звезды. Одна теория гласит, что существующие спутники звезды почти целиком испарились при взрыве сверхновой, оставив планетоподобные тела. Или же планеты могут каким-то образом формироваться в аккреционном диске, окружающем пульсар.
Планеты у пульсара PSR 1257+12 сравнимы по плотности с Землёй. Но появление жизни на них крайне маловероятно ввиду сильного радиационного излучения пульсара.
Обнаружены формирующиеся планетные системы вокруг планемо (коричневых карликов).

## Некоторые примечательные планетные системы
- Солнечная система — единственная известная на данный момент науке система, где существует планета, обладающая жизнью и населённая разумными существами;
- Планетная система Альфа Центавра — ближайшая к Солнцу планетная система;
- Планетная система OGLE-2005-BLG-390L — на 2011 год самая далёкая от землян планетная система; одна из самых удалённых систем от Солнца;
- Планетная система PSR 1257+12 — пульсар, планетная система которого была первой из обнаруженных за пределами Солнечной системы;
- Планетная система υ Андромеды — первая нормальная звезда (звезда главной последовательности), у которой была обнаружена многопланетная система;
- UX Tau A — формирующаяся планетная система;
- Планетная система 55 Рака — двойная звёздная система;
- Планетная система TRAPPIST-1 — система, у которой обнаружены 3 планеты в зоне обитаемости.